# Hednota koojanensis
Hednota koojanensis là một loài bướm đêm trong họ Crambidae.